# Kotumsaria bastarensis
Kotumsaria bastarensis is een vlokreeftensoort uit de familie van de Kotumsaridae. De wetenschappelijke naam van de soort is voor het eerst geldig gepubliceerd in 2007 door Missouli, Holsinger & Reddy.